# カンピオナート・ゴイアーノ
カンピオナート・ゴイアーノ (Campeonato Goiano) は、ブラジル・ゴイアス州のサッカーリーグである。ゴイアス州サッカー連盟 (Federação Goiana de Futebol, FGF) が主催する。日本ではゴイアス州選手権の名称で紹介されることが多い。
毎年1月ごろに開幕し、4月または5月ごろまで行われる。1部から3部までのディビジョンがあり、2016年現在、1部リーグに相当するプリメーラ・ジヴィゾン (Primeira Divisão) には10クラブが参加している。1部の優勝クラブは次年度「コパ・ド・ブラジル」の出場権を獲得できる。

## 大会方式
2017年シーズン
- ファーストステージ - 10チームを2つのグループに分けてリーグ戦を行う。各グループ上位2チームがセカンドステージへ進む。グループ最下位チームは2部へ降格する。
- セカンドステージ - ファーストステージを勝ち上がった4チームによるトーナメント方式。準決勝・決勝共にホーム・アンド・アウェーの2試合で勝敗を決する。

※ブラジルのほかの州選手権と同様に、大会方式は毎年変わり得る。

## 参加クラブ
2017年シーズン 1部
- アナポリス
- アパレシデンセ
- アトレチコ
- CRAC（ポルトガル語版）
- ゴイアネージア（ポルトガル語版）
- ゴイアス
- イポラー（ポルトガル語版）
- イツンビアラ
- リオ・ヴェルデ
- ヴィラ・ノヴァ

## 歴代優勝クラブ
- 1944 アトレチコ
- 1945 ゴイアニア
- 1946 ゴイアニア
- 1947 アトレチコ
- 1948 ゴイアニア
- 1949 アトレチコ
- 1950 ゴイアニア
- 1951 ゴイアニア
- 1952 ゴイアニア
- 1953 ゴイアニア
- 1954 ゴイアニア
- 1955 アトレチコ
- 1956 ゴイアニア
- 1957 アトレチコ
- 1958 ゴイアニア
- 1959 ゴイアニア
- 1960 ゴイアニア
- 1961 ヴィラ・ノヴァ
- 1962 ヴィラ・ノヴァ
- 1963 ヴィラ・ノヴァ

- 1964 アトレチコ
- 1965 アナポリス
- 1966 ゴイアス
- 1967 CRAC
- 1968 ゴイアニア
- 1969 ヴィラ・ノヴァ
- 1970 アトレチコ
- 1971 ゴイアス
- 1972 ゴイアス
- 1973 ヴィラ・ノヴァ
- 1974 ゴイアニア
- 1975 ゴイアス
- 1976 ゴイアス
- 1977 ヴィラ・ノヴァ
- 1978 ヴィラ・ノヴァ
- 1979 ヴィラ・ノヴァ
- 1980 ヴィラ・ノヴァ
- 1981 ゴイアス
- 1982 ヴィラ・ノヴァ
- 1983 ゴイアス

- 1984 ヴィラ・ノヴァ
- 1985 アトレチコ
- 1986 ゴイアス
- 1987 ゴイアス
- 1988 アトレチコ
- 1989 ゴイアス
- 1990 ゴイアス
- 1991 ゴイアス
- 1992 ゴイアトゥーバ
- 1993 ヴィラ・ノヴァ
- 1994 ゴイアス
- 1995 ヴィラ・ノヴァ
- 1996 ゴイアス
- 1997 ゴイアス
- 1998 ゴイアス
- 1999 ゴイアス
- 2000 ゴイアス
- 2001 ヴィラ・ノヴァ
- 2002 ゴイアス
- 2003 ゴイアス

- 2004 CRAC
- 2005 ヴィラ・ノヴァ
- 2006 ゴイアス
- 2007 アトレチコ
- 2008 イツンビアラ
- 2009 ゴイアス
- 2010 アトレチコ
- 2011 アトレチコ
- 2012 ゴイアス
- 2013 ゴイアス
- 2014 アトレチコ
- 2015 ゴイアス
- 2016 ゴイアス

## クラブ別優勝回数
| クラブ         | 優勝 | 優勝年 |
| -------------- | ---- | --- |
| ゴイアス       | 26   | 1966, 1971, 1972, 1975, 1976, 1981, 1983, 1986, 1987, 1989, 1990, 1991, 1994, 1996, 1997, 1998, 1999, 2000, 2002, 2003, 2006, 2009, 2012, 2013, 2015, 2016 |
| ヴィラ・ノヴァ | 15   | 1961, 1962, 1963, 1969, 1973, 1977, 1978, 1979, 1980, 1982, 1984, 1993, 1995, 2001, 2005                                                                   |
| ゴイアニア     | 14   | 1945, 1946, 1948, 1950, 1951, 1952, 1953, 1954, 1956, 1958, 1959, 1960, 1968, 1974                                                                         |
| アトレチコ     | 13   | 1944, 1947, 1949, 1955, 1957, 1964, 1970, 1985, 1988, 2007, 2010, 2011, 2014                                                                               |
| CRAC           | 2    | 1967, 2004 |
| アナポリス     | 1    | 1965 |
| ゴイアトゥーバ | 1    | 1992 |
| イツンビアラ   | 1    | 2008 |